# Cooperação Sino-Germânica (1911–1941)

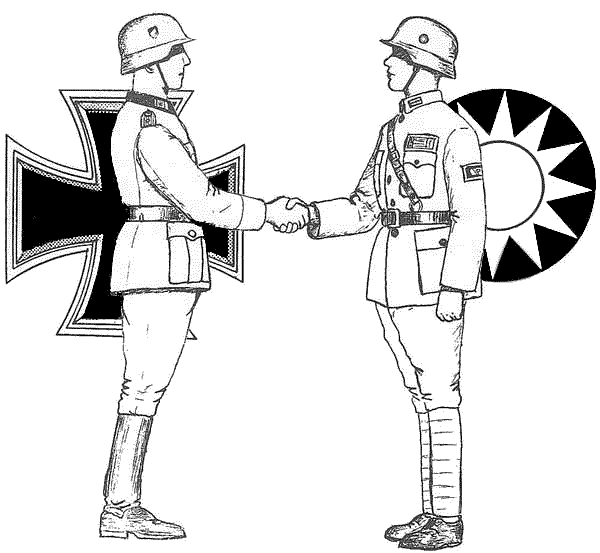
Ilustração de propaganda chinesa (c. 1930) celebrando a cooperação entre seus militares e os da República Alemã de Weimar. Os dois usam o capacete M35.

A Cooperação entre a China e a Alemanha foi fundamental na construção e manutenção da indústria, finanças e forças armadas da China sob a dinastia Qing e a República da China entre 1885 e 1938.
No período da República da China, a China estava repleta de senhores da guerra faccionais e incursões estrangeiras. A Expedição do Norte (1928) unificou nominalmente a China sob o controle do Kuomintang (KMT), mas o Japão Imperial surgiu como a maior ameaça estrangeira. A urgência chinesa de modernizar sua indústria militar e de defesa nacional, juntamente com a necessidade da Alemanha de um fornecimento estável de matérias-primas, colocou a China e a República de Weimar no caminho para estreitar relações a partir do final da década de 1920. Isso continuou por um tempo após a ascensão dos nazistas na Alemanha. No entanto, a intensa cooperação durou apenas até o início da Segunda Guerra Sino-Japonesa em 1937. A cooperação alemã, no ainda assim, teve um efeito profundo na modernização da China e sua capacidade de resistir aos japoneses durante a guerra.

## Relações Sino-Germânicas anteriores

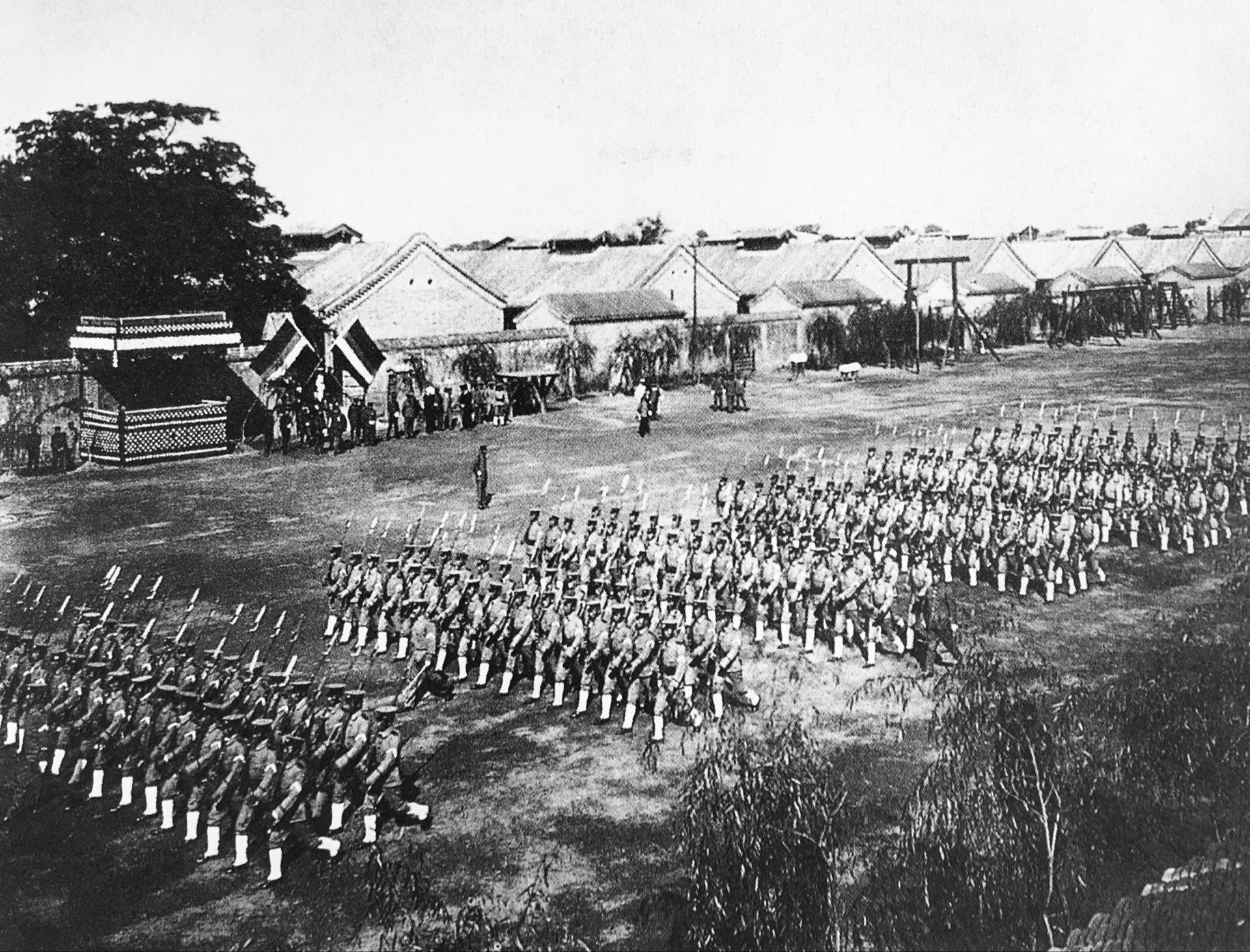
O Exército de Beiyang em treinamento.

O primeiro comércio sino-alemão ocorreu por terra através da Sibéria e estava sujeito a impostos de trânsito pelo governo russo. A fim de tornar o comércio mais lucrativo, a Prússia decidiu seguir a rota marítima, e os primeiros navios mercantes alemães chegaram à China Qing, como parte da Companhia Prussiana Real de Comércio Asiática de Emden na década de 1750. Em 1861, após a derrota da China na Segunda Guerra do Ópio, foi assinado o Tratado de Tientsin, que abriu relações comerciais formais entre vários estados europeus, incluindo a Prússia, com a China.
No final do século XIX, o comércio com a China foi dominado pelos britânicos operando a partir de Cantão primeiro e depois em Xangai e Hong Kong. O chanceler alemão Otto von Bismarck procurou estabelecer uma posição na China para compensar o domínio britânico. Em 1885, ele obteve uma conta de subsídio de navio a vapor, estabelecendo assim um serviço direto para a China. No mesmo ano, ele enviou o primeiro grupo alemão de pesquisa bancária e industrial para avaliar as possibilidades de investimento, o que levou à criação do Deutsch-Asiatische Bank em 1890. Esses esforços alemães ficaram em segundo lugar para a Grã-Bretanha no comércio e transporte na China em 1896. Devido à percepção de que os alemães estavam interessados apenas no comércio, o governo Qing os considerou um parceiro para ajudar no esforço de modernização da China. Na década de 1880, o estaleiro alemão AG Vulcan Stettin construiu dois dos navios de guerra mais modernos e poderosos de sua época (os navios de guerra pré-dreadnought Zhenyuan e Dingyuan) para a frota chinesa de Beiyang. No entanto, apesar de estar completo na época, a Alemanha se recusou a entregar qualquer um dos navios até a conclusão da Guerra Sino-Francesa. Ambos os navios viram uma ação considerável na Primeira Guerra Sino-Japonesa (quando a marinha chinesa decaiu institucionalmente e nenhum navio ainda era considerado de ponta), em que ambos seriam perdidos.
Depois que os primeiros esforços de modernização da China pareciam ser um fracasso após sua derrota esmagadora na Primeira Guerra Sino-Japonesa em 1895, o general chinês Yuan Shi-kai solicitou ajuda alemã na criação do Exército de Auto-Fortalecimento (chinês: 自強軍; pinyin: Zìqiáng Jūn) e o Exército Recém-Criado (新建陸軍; Xīnjìan Lùjūn). A assistência alemã dizia respeito a questões militares, industriais e técnicas. Por exemplo, no final da década de 1880, o governo chinês assinou um contrato com a empresa alemã Krupp para construir uma série de fortificações em torno de Porto Arthur.
A política relativamente benigna da Alemanha para a China, tal como foi moldada por Bismarck mudou, gradualmente definhou sob os chanceleres alemães posteriores durante o reinado do Kaiser Guilherme II. Após as forças navais alemãs terem sido enviadas em resposta aos ataques aos missionários na província Shandong, a Alemanha negociou em março de 1898, na Convenção de Pequim, um arrendamento de noventa e nove anos da Baía de Kiautschou e começou a desenvolver a região. O período da Rebelião dos Boxers de 1900 mostrou o ponto mais baixo nas relações sino-alemãs e testemunhou o assassinato do ministro imperial para a China, o Barão Clemens von Ketteler e outros estrangeiros. Durante a campanha para derrotar os Boxers, as tropas das nações participantes envolveram-se em saques e pilhagens e outros excessos, mas as forças mais agressivas foram as alemãs que, com apenas um pequeno contingente de tropas, queriam vingança pelo assassinato do seu diplomata.

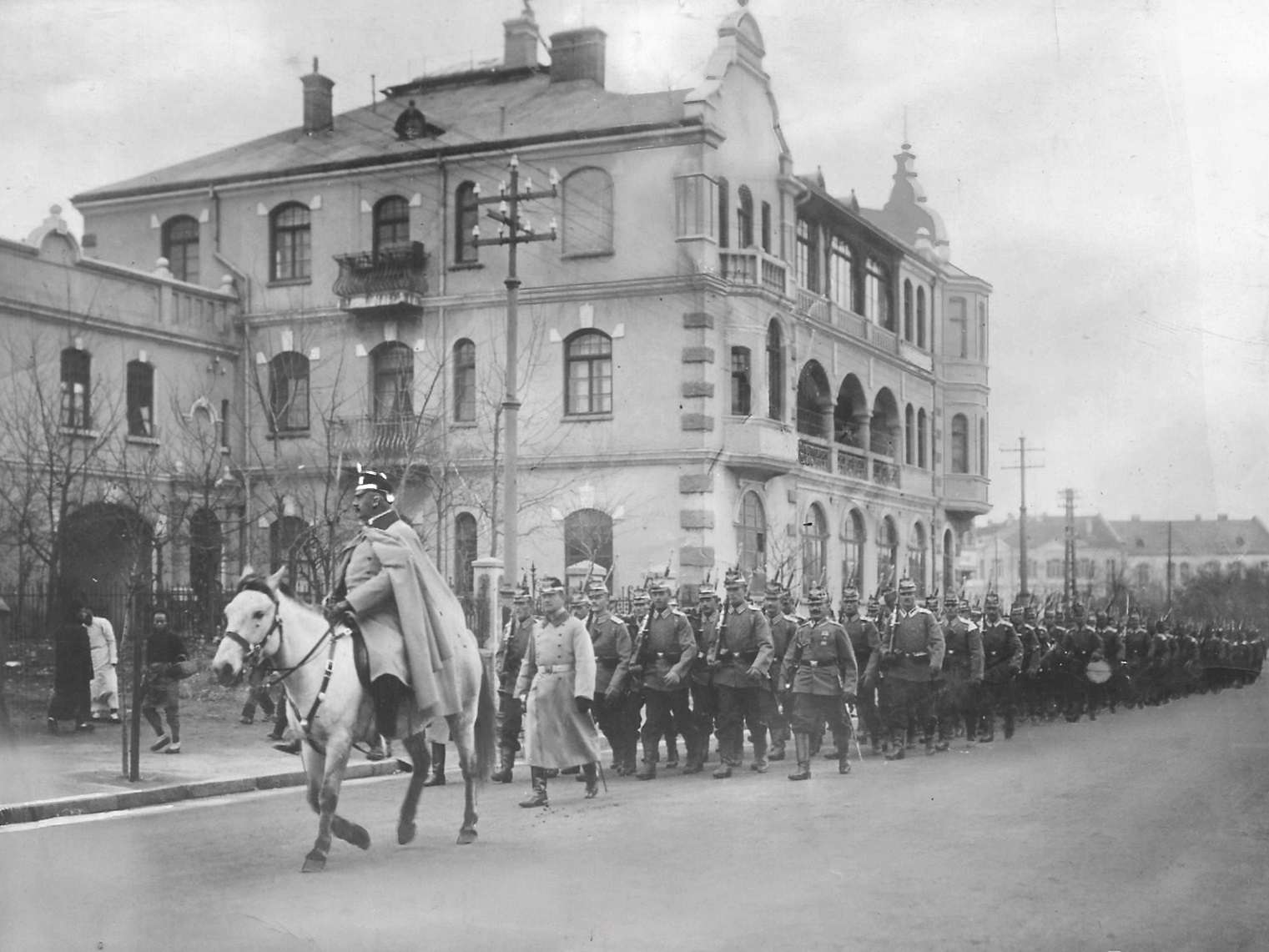
Tropas alemãs durante o Cerco de Tsingtao, novembro de 1914.

Contudo, a Alemanha teve um grande impacto sobre o desenvolvimento do direito chinês. Nos anos que precederam a queda da dinastia Qing, os reformadores chineses começaram a elaborar um Código Civil com base em grande parte no Código Civil Alemão, que já havia sido aprovada no vizinho Japão. Embora este projeto do código não tenha sido promulgado antes do colapso da dinastia Qing, foi a base para o Código Civil da República da China introduzido em 1930, que é a lei civil vigente em Taiwan e tem influenciado a legislação vigente na China continental. Os Princípios Gerais de Direito Civil da República Popular da China, elaborados em 1985, por exemplo, tiveram como modelo o Código Civil Alemão.
Na década anterior à Primeira Guerra Mundial, as relações sino-alemãs tornaram-se menos engajadas. Uma das razões foi o isolamento político da Alemanha, como ficou evidente pela Aliança Anglo-Japonesa de 1902 e pela Tríplice Entente de 1907. A Alemanha propôs uma entente germano-chinesa-americana em 1907, mas a proposta nunca se concretizou.
A Primeira Guerra Mundial foi um golpe severo para as relações sino-alemãs. As ligações comerciais estabelecidas, foram destruídas, as estruturas financeiras e mercados foram destruídos, das quase três centenas de empresas alemãs que realizavam negócios na China, em 1913, apenas duas permaneceram em 1919.

## Cooperação Sino-Germânicas na década de 1920

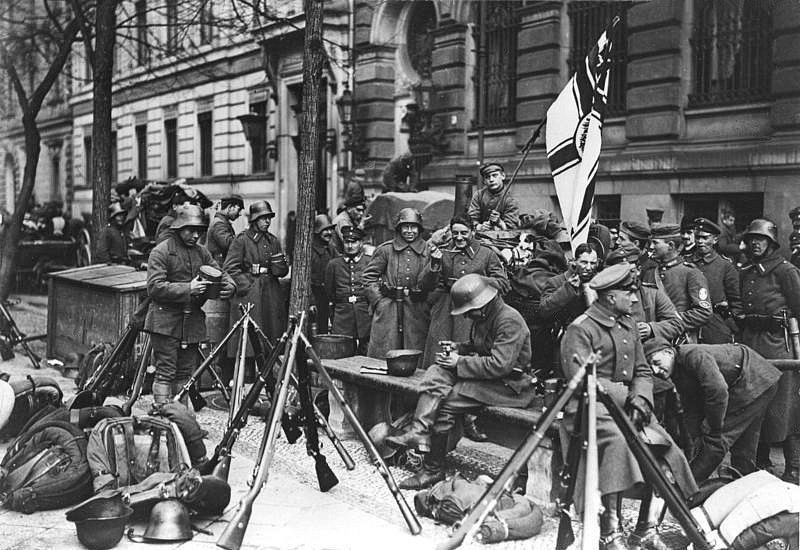
Soldados paramilitares da Brigada Naval Ehrhardt durante a ocupação de Berlim no Kapp-Putsch, em março de 1920.

Sob os termos do Tratado de Versalhes, o Exército Alemão (Reichswehr) foi restrito a 100.000 homens, e sua produção industrial militar foi bastante reduzida. No entanto, o tratado não diminuiu o lugar da Alemanha como líder mundial em inovação militar, e a indústria alemã manteve o maquinário e a tecnologia para produzir equipamentos militares. Portanto, para contornar as restrições do tratado, as empresas industriais formaram parcerias com nações estrangeiras, como a União Soviética e a Argentina, para produzir armas e vendê-las legalmente.[carece de fontes?] Como o governo chinês não assinou o Tratado de Versalhes, um tratado de paz separado foi concluído em 1921.
Após a morte de Yuan Shi-kai, o governo central de Beiyang entrou em colapso e o país entrou em guerra civil, com vários senhores da guerra chineses disputando a supremacia. Os produtores de armas alemães começaram a procurar restabelecer vínculos comerciais com a China para explorar seu vasto mercado de armas e assistência militar.

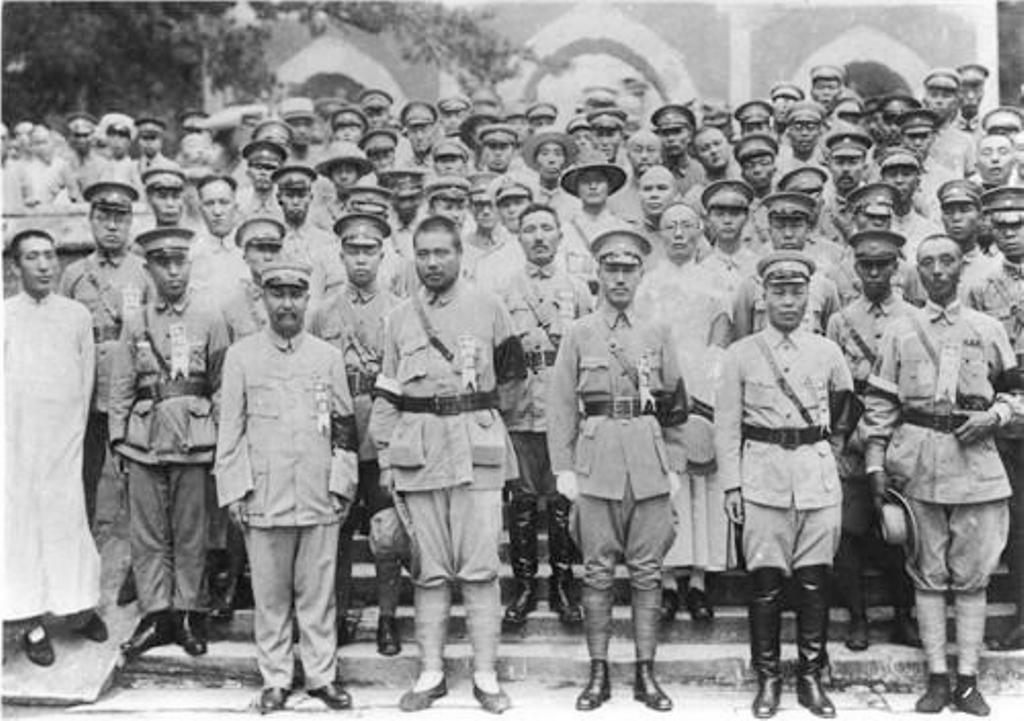
Cerimônia memorial para os comandantes-em-chefe do Exército Nacionalista para a Expedição do Norte, realizada no Templo de Biyun, em 6 de julho de 1928. Primeira fila da direita para a esquerda: Lu Zhonglin, Li Zongren, Chiang Kai-shek, Feng Yuxiang e Yan Xishan.

O Generalíssimo Chiang Kai-shek viu a história alemã, como algo que a China deveria imitar, como a unificação alemã que Chiang pensou que iria fornecer valiosas lições para a própria unificação chinesa. O governo do Kuomintang buscou assistência alemã e Chu Chia-hua (朱家驊; Zhū Jiāhuá), educado na Alemanha, organizou quase todos os contatos sino-alemães de 1926 a 1944. Havia várias razões, além da expertise tecnológica da Alemanha, que a tornavam a principal candidata nas relações exteriores chinesas. Em primeiro lugar, a Alemanha não tinha interesse em ter colônias na China após a Primeira Guerra Mundial. Em segundo lugar, ao contrário da União Soviética, que ajudou na reorganização do Kuomintang e abriu a filiação partidária aos comunistas, a Alemanha não tinha nenhum interesse político na China que pudesse levar a confrontos com o governo central. Além disso, Chiang Kai-shek via a unificação alemã como algo com o qual a China poderia aprender e imitar. Dessa forma, a Alemanha era vista como uma força primária no "desenvolvimento internacional" da China.
Em 1926, Chu Chia-hua convidou Max Bauer para pesquisar possibilidades de investimento na China e, no ano seguinte, Bauer chegou a Guangzhou e recebeu uma oferta de cargo como conselheiro de Chiang Kai-shek. Logo, ele conseguiu recrutar 46 outros oficiais alemães para aconselhar e treinar as forças nacionalistas enquanto planejava a estratégia que permitiu aos nacionalistas vencerem suas campanhas de 1929 contra os senhores da guerra. Em 1928, Bauer retornou à Alemanha para recrutar uma missão consultiva permanente para os esforços de industrialização da China. No entanto, Bauer não foi totalmente bem-sucedido, pois muitas empresas hesitaram por causa da instabilidade política da China e porque Bauer era persona non grata por sua participação no Kapp-Putsch de 1920. Além disso, a Alemanha ainda estava constrangida pelo Tratado de Versalhes, que impossibilitava o investimento militar direto. Depois de retornar à China, Bauer contraiu varíola, morreu e foi enterrado em Xangai.
Bauer, apesar de tudo, forneceu a base para a cooperação sino-alemã posterior. Ele defendeu a redução do exército chinês para produzir uma força pequena, mas de elite, e apoiou a abertura do mercado chinês para estimular a produção e as exportações alemãs.

## Cooperação Sino-Germânicas na década de 1930

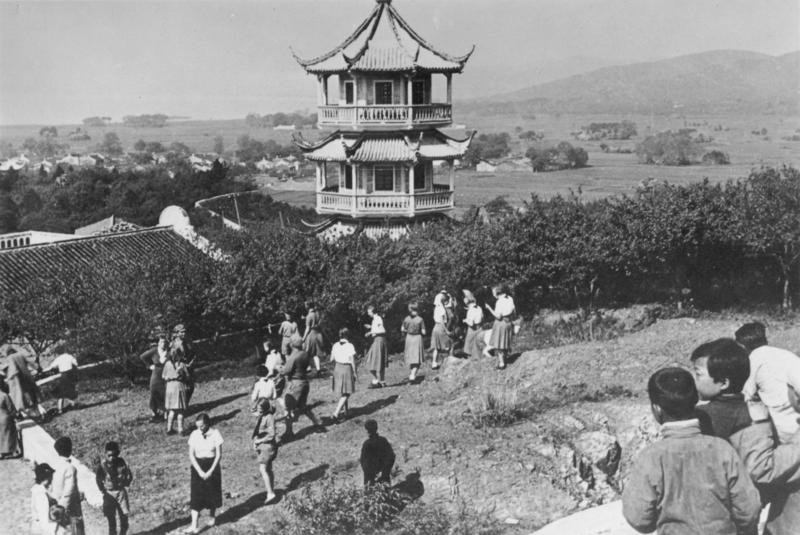
Meninas da Jungmädel e garotas da Bund Deutscher Mädel (Liga das Moças Alemãs) em Wuxi, China, em 31 de dezembro de 1933.

O comércio sino-alemão desacelerou entre 1930 e 1932 por causa da Grande Depressão. O progresso chinês em direção à industrialização foi ainda mais prejudicado por interesses conflitantes entre várias agências de reconstrução chinesas, indústrias alemãs, empresas de importação e exportação alemãs e o exército alemão. Os eventos não ganharam velocidade até o Incidente de Mukden em 1931, que mostrou a necessidade de uma política militar e industrial concreta destinada a resistir à invasão japonesa. Em essência, estimulou a criação de uma economia de defesa nacional central e planificada.

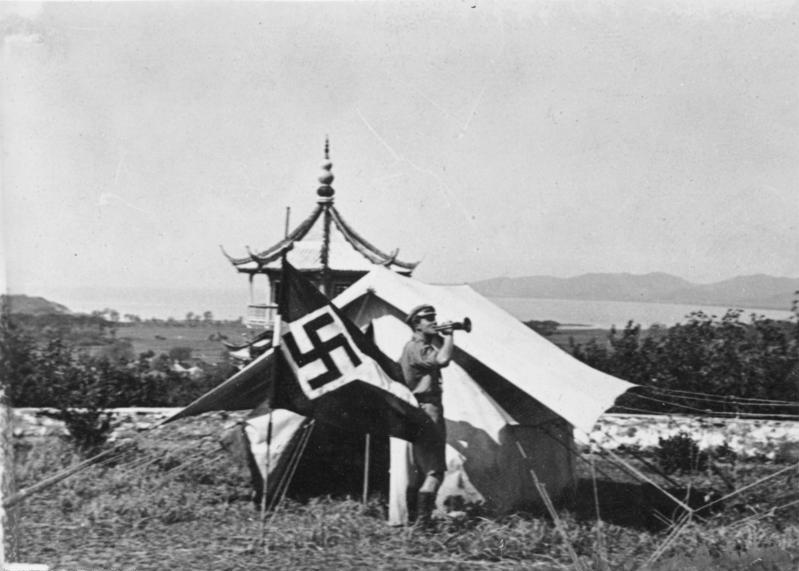
A Hitlerjugend na China, convidado pelo governo do Kuomintang.

A tomada do poder pelo Partido Nazista em 1933 acelerou ainda mais a cooperação sino-alemã. No entanto, isso começou a mudar à medida que a década de 1930 avançava, quando "o governo nazista começou a se aproximar visivelmente do Japão", enquanto "os conselheiros (e muitos membros do exército alemão) continuaram a pressionar por um relacionamento sino-alemão mais forte". Antes da ascensão nazista ao poder, no entanto, a política alemã na China era contraditória, já que o Ministério das Relações Exteriores do governo de Weimar havia instado a neutralidade e desencorajado o Reichswehr de se envolver diretamente com o governo chinês. O mesmo sentimento foi compartilhado pelas firmas alemãs de importação e exportação, por medo de que os vínculos diretos com o governo os impedissem de lucrar como intermediários. Por outro lado, a política do novo governo de Wehrwirtschaft (economia de defesa) exigia a mobilização completa da sociedade e o armazenamento de matérias-primas militares, as quais a China poderia fornecer a granel.

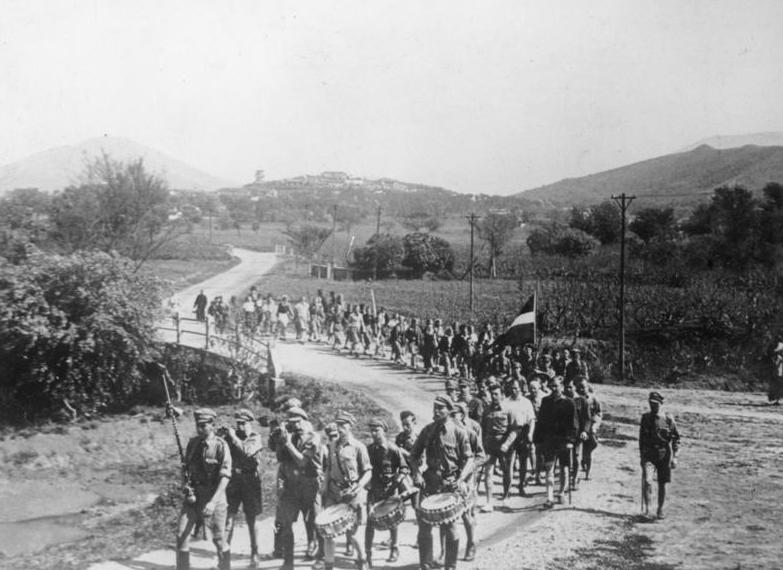
Sturmabteilung e Hitlerjugend na China, a convite do governo do Kuomintang.

Em maio de 1933, Hans von Seeckt chegou a Xangai e foi oferecido para supervisionar o desenvolvimento econômico e militar envolvendo a Alemanha na China. Ele apresentou o memorando Denkschrift für Marschall Chiang Kai-shek (Memorando para o Marechal Chiang Kai-shek), delineando seu programa de industrialização e militarização da China. Ele advogou por uma força pequena, móvel e bem equipada para substituir o enorme e mal treinado exército chinês. Além disso, ele defendia que o exército fosse a "base do poder dominante" e que o poder militar repousasse na superioridade qualitativa derivada de oficiais qualificados. Von Seeckt sugeriu que o primeiro passo para alcançar essa estrutura era o treinamento uniforme e a consolidação das forças armadas chinesas sob o comando de Chiang e que todo o sistema militar deveria estar subordinado a uma hierarquia centralizada. Com esse objetivo, von Seeckt propôs a formação de uma "brigada de treinamento" para substituir o eliteheer alemão, que treinaria outras unidades, com seu corpo de oficiais selecionados a partir de colocações militares estritas.

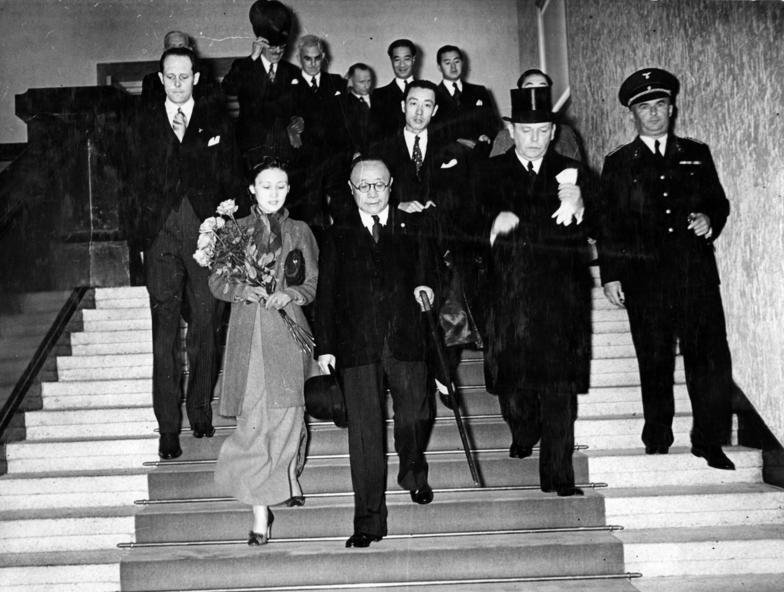
Embaixador chinês em Berlin, setembro de 1938.

Além disso, com a ajuda alemã, a China teria de construir sua própria indústria de defesa porque não poderia contar com a compra de armas do exterior por muito mais tempo. O primeiro passo para uma industrialização eficiente foi a centralização das agências de reconstrução chinesas e alemãs. Em janeiro de 1934, o Handelsgesellschaft für industrielle Produkte (Empresa de comércio de produtos industriais), ou Hapro, foi criado para unificar todos os interesses industriais alemães na China. A Hapro era nominalmente uma empresa privada para evitar a oposição de outros países estrangeiros. Em agosto de 1934, foi assinado o Tratado para o Intercâmbio de Matérias-primas e Produtos Agrícolas Chineses de Produtos Industriais e Outros Produtos Alemães, no qual a China trocaria matérias-primas estrategicamente importantes para produtos industriais e desenvolvimento alemães. Esse acordo de troca era benéfico para ambos, já que a China era incapaz de garantir empréstimos monetários externos devido ao alto déficit orçamentário de gastos militares, e a Alemanha poderia se tornar independente do mercado internacional de matérias-primas. O acordo especificava ainda que a China e a Alemanha eram parceiros iguais. Tendo alcançado esse importante marco na cooperação sino-alemã, von Seeckt transferiu seu posto para o General Alexander von Falkenhausen e voltou para a Alemanha em março de 1935, onde morreu no ano seguinte.

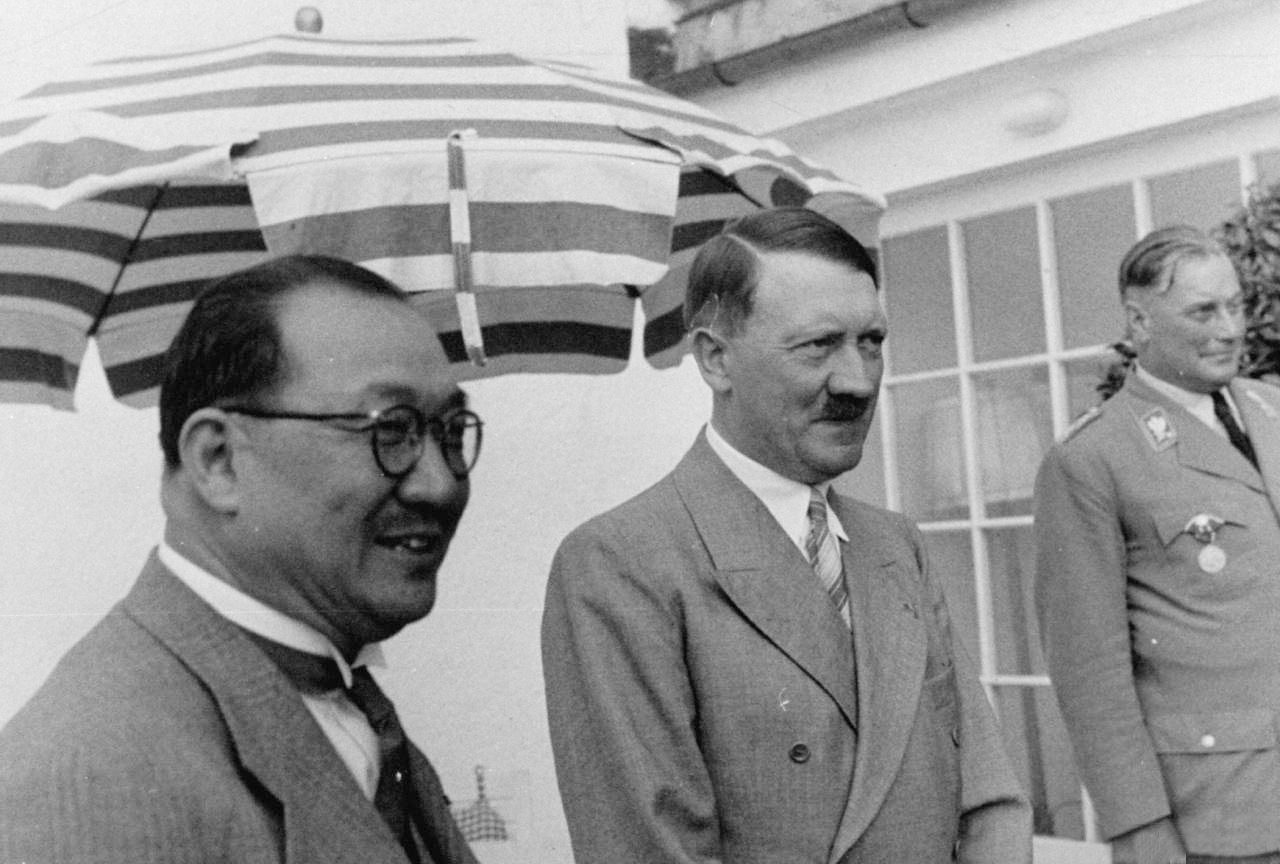
Kung Hsiang-hsi encontrando-se com Adolf Hitler na Alemanha Nazista.

O Ministro das Finanças da China e oficial do Kuomintang, Kung Hsiang-hsi, e outros dois oficiais chineses do Kuomintang visitaram a Alemanha em 9 de junho de 1937 e foram recebidos por Adolf Hitler. A delegação chinesa se encontrou com Hans Georg von Mackensen em 10 de junho. Durante a reunião, Kung disse que o Japão não era um aliado confiável para a Alemanha, pois acreditava que a Alemanha não havia esquecido a invasão japonesa de Tsingtao e das ex-colônias alemãs nas ilhas do Pacífico durante a Primeira Guerra Mundial, e que a China era o verdadeiro Estado anticomunista, enquanto o Japão estava apenas "ostentando". Von Mackensen prometeu que não haveria problemas nas relações sino-alemãs enquanto ele e Konstantin von Neurath estivessem no comando do Ministério das Relações Exteriores. Kung também se encontrou com Hjalmar Schacht no mesmo dia, que lhe explicou que o Pacto Anti-Comintern não era uma aliança germano-japonesa contra a China. A Alemanha ficou feliz em emprestar à China 100 milhões de Reichsmark (equivalente em 2021 a € 449 milhões) e não o faria com os japoneses.
Kung visitou Hermann Göring em 11 de junho, que lhe disse que achava que o Japão era uma "Itália do Extremo Oriente", em referência ao fato de que durante a Primeira Guerra Mundial a Itália havia rompido sua aliança e declarado guerra contra a Alemanha, e a Alemanha nunca confiaria no Japão. Kung conheceu Hitler em 13 de junho, que lhe disse que a Alemanha não tinha demandas políticas ou territoriais no Extremo Oriente, a Alemanha era um forte país industrial, a China era um grande país agrícola e o único pensamento da Alemanha na China são os negócios. Hitler também esperava que a China e o Japão pudessem cooperar e que ele pudesse mediar quaisquer disputas entre esses dois países, já que mediava as disputas entre a Itália e a Iugoslávia. Hitler também disse a Kung que a Alemanha não invadiria outros países, mas não tinha medo de uma invasão estrangeira. Se a União Soviética ousasse invadir a Alemanha, uma divisão alemã poderia derrotar dois corpos soviéticos. A única coisa que Hitler temia era o bolchevismo na Europa Oriental. Hitler também disse que admirava Chiang Kai-Shek porque havia construído um poderoso governo central.

## Industrialização da Alemanha e da China

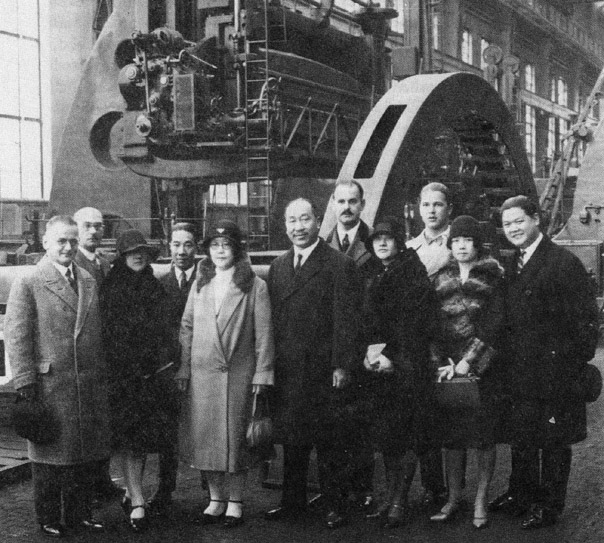
Ministro chinês Chiang Tso-pin e comitiva visitam uma fábrica alemã em 1928.

O projeto industrial mais importante da cooperação sino-alemã foi o Plano Trienal de 1936, que foi administrado pela Comissão Nacional de Recursos do governo chinês e a corporação Hapro. O objetivo deste plano era criar uma potência industrial capaz de resistir ao Japão em curto prazo, e para criar um pólo de desenvolvimento industrial para o futuro da China a longo prazo. Ela tinha vários componentes básicos, como a monopolização de todas as operações relativas ao tungstênio e antimônio, e o desenvolvimento de usinas elétricas e fábricas de produtos químicos. Como descrito no contrato de 1934, a China forneceria matérias-primas em troca de conhecimentos alemães e equipamentos na criação destes empreendimentos. O Plano Trienal também introduziu uma classe de tecnocratas altamente qualificados que foram treinados para executar esses projetos estatais. No auge do programa, o intercâmbio sino-alemão foi responsável por 17% do comércio externo da China, e foi o terceiro maior parceiro comercial com a Alemanha. O Plano Trienal tinha muitas promessas, mas, infelizmente, muito dos seus benefícios viriam a serem prejudicados por causa da guerra em grande escala com o Japão em 1937.

## Modernização militar da China e da Alemanha

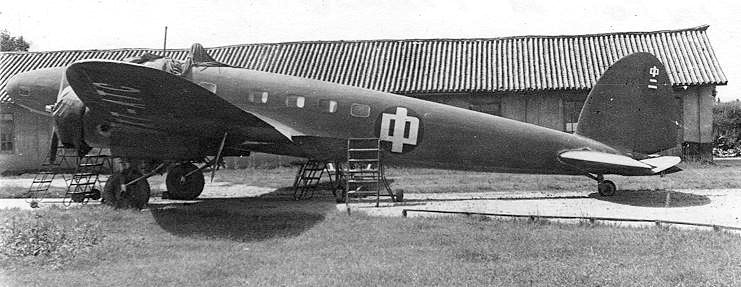
Este Heinkel He 111, um dos 11 adquiridos pelo Ministério da Aviação, mais tarde foi para o para o CNAC.

Alexander von Falkenhausen foi responsável pela maior parte do treinamento militar realizado como parte do acordo. Foram usados os planos originais de von Seeckt para uma drástica redução dos militares para 60 divisões bem equipadas e bem treinadas com base em doutrinas militares alemãs. Como um todo, o corpo de oficiais, formados pela Academia Whampoa até 1927 eram de qualidade um pouco melhor do que os exércitos dos senhores da guerra, mas eles permaneceram valiosos para Chiang Kai-shek em fidelidade absoluta.
A ajuda alemã na esfera militar não se limitava à formação de pessoal, mas também envolveu equipamentos militares. Portanto, projetos foram realizados para ampliar e modernizar arsenais existentes ao longo do rio Yangtzé e criar novos arsenais e as fábricas de munição. O arsenal produzido foi composto por metralhadoras Maxim, vários morteiros de trincheira 82 milímetros e o rifle Chiang Kai-shek, que foi baseado no rifle alemão Karabiner 98k. Os rifles Chiang Kai-shek e o Hanyang 88 mantiveram-se como armas de fogo predominantes utilizados por exércitos chineses durante a guerra.

## Fim da cooperação Sino-Germânica

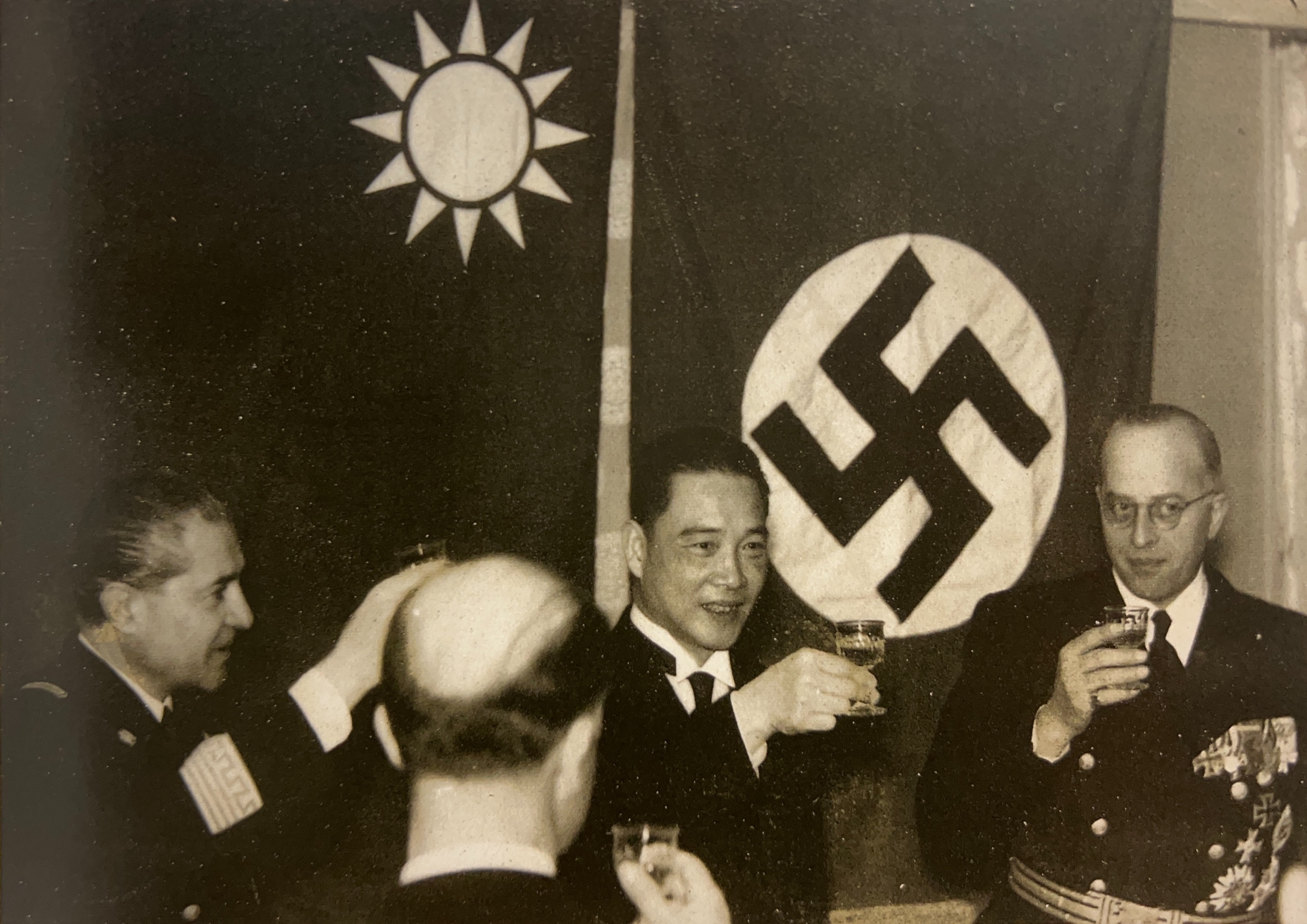
Wang Jingwei em reunião com diplomatas do governo alemão em 1941.

A eclosão da Segunda Guerra Sino-Japonesa em 7 julho de 1937 destruiu grande parte do progresso e as promessas feitas em quase dez anos de intensa cooperação sino-alemã. Em essência, Hitler escolheu o Japão como seu aliado contra a União Soviética, porque o Japão foi militarmente muito mais capaz de resistir ao bolchevismo.
O relacionamento recente da Alemanha com o Japão iria revelar-se menos fértil, porém o Japão possuia um monopólio no norte da China e Manchukuo, e muitas empresas estrangeiras foram apreendidas. Os interesses alemães não foram melhor tratados do que quaisquer outros interesses estrangeiros. Embora as negociações estivessem em curso em meados de 1938 para resolver estes problemas econômicos Hitler assinou o Pacto Molotov-Ribbentrop com a União Soviética, assim anulando o Pacto Anti-Comintern de 1936, terminando assim a continuação das negociações. A União Soviética concordou em permitir a Alemanha de usar a ferrovia Transiberiana para o transporte de mercadorias de Manchukuo para a Alemanha. No entanto, as quantidades permaneceram baixas, e a falta de contatos estabelecidos entre as redes de pessoal soviéticas, alemãs, japonesas agravaram o problema. Quando a Alemanha atacou a União Soviética em 1941, os objetivos econômicos da Alemanha na Ásia foram definitivamente finalizados.
A relação entre a China e a Alemanha persistiu até 1941. No entanto, o fracasso da Alemanha para conquistar o Reino Unido, na Batalha da Grã-Bretanha em meados de 1940 conduziu Hitler fora deste movimento.